# 交响曲 (莎拉·布莱曼专辑)
《Symphony》（台湾译名《真爱传奇》中国大陆译名《交响曲》香港译名《交响魅影》）是英国女高音莎拉·布莱曼于2008年1月发行的专辑。该专辑的制作人为弗兰克·彼得森（Frank Peterson）。
其中布莱曼于2007年8月在日本大阪的世界田径锦标赛开幕式上演唱的歌曲《奔跑》（Running）是募捐给国际田联绿色计划（IAAF's Green Project）的慈善歌曲。而与克里斯·汤普森（Chris Tompson）合唱的另一版本的《我与你同在》（I Will Be With You）是作为第十部《神奇宝贝》剧场版《决战时空之塔 帝牙卢卡VS帕路奇犽VS达克莱伊》的片尾曲。而她和费南多·利马的西班牙语对唱曲《激情》（Pasion）是翻唱自一部同名的墨西哥电视剧的主题曲，并作单曲发行。而伦敦交响乐团和莎拉·布莱曼的妹妹Amelia Brightman也参与专辑的制作。

## 曲目列表
- 提示：拉丁字母名字为原文名，中文名字中划线前一个名字为台湾翻译名，后一个为大陆翻译名）

1. Gothica （神话的起源/歌西卡）
2. Fleurs du Mal （恶之华/恶之花）
3. Symphony （真爱传奇/交响曲）
4. Canto Della Terra （featuring Andrea Bocelli) （大地之歌/大地之歌）（与安德烈·波切利合作）
5. Sanvean （我是你的阴影/珊薇）
6. I Will Be With You (Where The Lost Ones Go) (featuring Paul Stanley) （我与你同在/我与你同在）（与保罗史坦利合作）
7. Schwere Träume （沉重的梦/恶梦）
8. Sarai Qui （featuring Alessandro Safina） （有你相依/你会在这里）（与亚历山德罗·沙费纳合作）
9. Storia D'Amore （爱的故事/爱情故事）
10. Let It Rain （下雨吧/让它下吧）
11. Attesa （期待/期望）
12. Pasión (featuring Fernando Lima) （真爱/激情）（与费南多利马合作）
13. Running （奔驰/奔跑）

## 加收曲目和隐藏曲目
- Sarahbande 为欧洲版加收曲目，此前曾发行于日本版《一千零一夜》（Harem）
- Forbidden Colours  为日本版加收曲目，此前曾发行于一千零一夜世界巡演限量CD《The Harem Tour CD》中
- I Will Be With You (Where The Lost Ones Go)（featuring Andrzej Lampert）为波兰版加收曲目
- I Will Be With You (Where The Lost Ones Go)(featuring Sergei Penkin)为俄罗斯版加收曲目
- Fleurs du Mal （演奏版）为出现于北美版第13曲后面的隐藏曲目，同时是出现于欧洲版和日本版第14曲后面的隐藏曲目和出现于波兰版第15曲后面的隐藏曲目

## 附加材料
- 在中国版的《交响曲》中，附赠作为非卖品的3张明信片和一份双面海报。
- 在官网上曾有一个附加材料活动，通过回答问题（答案在专辑附册），得到一个网址和一份操作步骤，把收费的材料邮寄到目的地址